# Neopteroplax
Neopteroplax es un género extinto de la familia Eogyrinidae que existió durante el Carbonífero Superior.